# Cuentos inmorales
Cuentos inmorales es una película de episodios peruana de 1978 dirigida por José Carlos Huayhuaca, José Luis "Pili" Flores-Guerra, Augusto Tamayo San Román y Francisco José Lombardi, la cual es considerada como el primer largometraje de ese tipo en el cine de ese país sudamericano y, desde entonces, se ha convertido en una cinta de culto.

## Argumento
La película narra cuatro historias que retratan a la sociedad peruana en general, con sus semejanzas y diferencias, en la Lima a finales de los años 70.

### Primer Episodio: Intriga familiar
- Dirección y Guion: José Carlos Huayhuaca.

"Buby" es un inquieto chico de 14 años de edad de clase alta quien vive con Lourdes, su madre, y las hermanas de esta: la muy formal Inés y la sexy Claudia; y, como todo adolescente, comienza a interesarse en el sexo por lo que ante la imposibilidad de tener algún escarceo de ese tipo con ellas, empieza a coquetear con Rosa, la sirvienta de la casa.
Ambos se ponen de acuerdo en que ella lo visitará en su habitación a la hora de darle su acostumbrada taza de leche antes de dormir pero, cuando la criada se dispone a hacerlo tras despedirse de su patrona para luego retirarse, Claudia derrama accidentalmente el té que está tomando en la mesa y Lourdes le ordena a Rosa que la limpie mientras que Inés le llevará la leche a Buby. Como el cuarto está a oscuras el chico cree que es Rosa quien llegó y empieza a tocarla pero la tía pega un grito y, tras el escándalo, las mujeres van hacia allá por lo que, al encenderse la luz y percatarse de su error, Buby se hace el sonámbulo para salir del paso.
Sin embargo el remedio resultará peor que la enfermedad para él, ya que las féminas creen que el sonambulismo es provocado por una indigestión y, para curarla, Lourdes decide que le inyecten al chico un enema. Buby se niega rotundamente a ello y trata de huir, pero Rosa se le adelanta cerrándole la puerta y, finalmente, lo escuchamos sollozar mientras que la sirvienta sonríe a la cámara de forma maliciosa, concluyendo así este episodio.

### Segundo Episodio:El Príncipe
- Dirección: Pili Flores Guerra.
- Guion: Pili Flores Guerra, en base al cuento homónimo de Los inocentes de Oswaldo Reynoso.

Roberto Montenegro, alias "El Príncipe" (apodado así por su porte aristocrático y las finas facciones de su rostro), es un delincuente juvenil de poca monta quien, tras cometer en menos de 24 horas un asalto por la suma de 12.000 soles y el robo de un carísimo vehículo Volvo en la calle y a plena luz del día, termina ganándose la admiración de sus colegas y vecinos del barrio marginal en donde vive (incluyendo sus compañeros del billar y el amanerado peluquero de la zona) por sus "hazañas" excepto por una prostituta llamada la "Pichusa", a quien el Príncipe trata de cortejar desde hace tiempo.
En algún momento el joven es apresado tras cometer otra fechoría y, ya en la cárcel, conoce a otro delincuente mayor apodado "Cassius Clay" quien, además de manifestarle también su admiración, le aconseja que tenga mucho cuidado ya que la realidad de la calle es más dura que sus sueños de grandeza pero la conversación se interrumpe cuando el Príncipe es, una vez más, liberado y seguidamente escuchamos la voz en off del otro reo diciendo: "¿En la Ciudad de los Reyes, un príncipe sin plata y sin carro? ¡Las huevas, compadre!".

### Tercer Episodio:Mercadotecnia
- Dirección: Augusto Tamayo San Román.
- Guion: Pili Flores Guerra, con base en una historia de Jorge García Bustamante. Este episodio también es conocido bajo el título de Las desventuras de Mercurio.

Javier, un joven de clase media que tiene entre 25 a 30 años de edad, se encuentra desempleado y por ese motivo su madre siempre le reclama que no puede seguir durmiendo hasta las 11 de la mañana y vivir la vida así como si nada por lo que, ya desesperado, él consigue trabajo como vendedor de puerta en puerta en la empresa Credimuebles.
Sin embargo, nada más llegar a la compañía, Javier es enviado a un curso de Mercadotecnia que lo prepara para vender y descubre anonadado que, como parte del mismo, además de frases motivacionales y vehementes discursos de ese tipo, los facilitadores y la junta directiva utilizan una versión de la pieza infantil Se levanta la niña, la cual es cantada por todos repetidamente hasta el paroxismo.
Así, el joven vendedor comienza su labor como tal pero su desempeño resulta ser muy cuesta arriba ya que aparte de que tiene que ir en el destartalado auto de un compañero suyo porque no tiene vehículo propio, le tocan clientes bastante difíciles entre ellos una matrona, una ninfómana, un hippie trasnochado y una anciana venida a menos y abandonada por sus hijos.
Este episodio termina cuando, luego que se pelea con un viejo cascarrabias al no querer atenderle, vemos a Javier durmiendo en su habitación hasta muy tarde y escuchamos de nuevo a la madre de este recriminándole su vida como desempleado y luego, una vez más, la canción del curso de mercadotecnia.

### Cuarto Episodio:Los Amigos
- Dirección y Guion: Francisco Lombardi.

Jorge, un próspero empresario de electrodomésticos, invita a sus excompañeros Hugo (un escritor), "El Zambo" (una estrella televisiva) y León, "el Mudo" (un funcionario aduanal) a reencontrarse en un bar de la periferia de Lima, a propósito de que hace ya 26 años ellos terminaran la escuela secundaria.
La reunión se lleva a cabo pero, a medida que avanzan las horas y el consumo de cerveza, descubrimos que las vidas de los cuatro hombres no son tan exitosas como se creían en un principio: Jorge es viudo desde hace 7 años, Hugo trabaja mayormente como traductor y escritor ocasional, el Zambo se queja de que su carrera artística ha sido limitada por no tener un “padrino” poderoso y el Mudo, al igual que en su adolescencia, además de ser un hombre extremadamente tímido (y, de allí, su apodo con el que es conocido) se siente incómodo por el hecho de que no le gusta beber y hasta es maltratado por su propia esposa cuando llega tarde por lo que, tras abandonar la fiesta al discutir con Jorge por esos motivos y luego que Hugo le confiesa a sus excompañeros que aún no consigue superar una decepción amorosa desde la época en que vivía en París, el anfitrión les propone ir a una casa de citas de mala muerte para terminar de pasar allí la noche.
Sin embargo lo que sería una velada de placer terminaría convirtiéndose en la situación más embarazosa para los tres hombres ya que, por boca de una de las prostitutas del lugar, nos enteramos de un insospechado secreto del Zambo: Él, en realidad, es homosexual. Dicha revelación cae como una verdadera bomba entre los presentes y, al sentirse traicionado, Jorge se va a la habitación del Zambo para reclamarle airadamente su omisión pero al percatarse que él y Hugo se fueron (cada quien por su lado) del lugar termina quedándose con otra de las prostitutas del burdel, finalizando así la película.

## Reparto
| Intriga familiar - Gustavo Vergara - "Buby" - Carmen Rosa Diez-Canseco - Inés, tía de "Buby" - Yvonne Frayssinet - Claudia, tía de "Buby" - Melanie Frayssinet - Lourdes, la mamá de "Buby" - Mary Ann Sarmiento - Vivian, prima de las 3 anteriores - Gianfranco Annichini - "Gigi", el novio italiano de Vivian - Clorinda Baca - Rosa, la sirvienta El Príncipe - Alejandro Guimoye Calle - Roberto Montenegro del Carpio, alias "El Príncipe" - Hugo Soriano - Peluquero - Julio Moreno - Jugador de Billar - Edgard Cáceres - Don Lucho - Narda Aguinaga - "Pichusa" (como Narda Aguinega) - Luis Gómez - "Corsario" - Percy Martínez - "Colorete" - Humberto Ramos - Ladrón en la cárcel - Agustín Olivares - Parroquiano - Carlos Flores - Parroquiano | Mercadotecnia - Jorge García Bustamante - Javier Sifuentes - Eduardo Gutiérrez - Carlos - Teresa Sampero - Mamá de Javier - Alberto Arrese - Gerente General - Ramón Zarzar - Gerente - Francisco León - Promotor - Delfina Elodaberruida - Cliente - Mary Ann Sarmiento - Cliente - Francisco Lombardi - Cliente - María Jesús Espinoza - Cliente - Edgard Cáceres - Cliente Los Amigos - Jorge Rodríguez Paz - Jorge Velarde - Hugo Soriano - Hugo "Escritor" - Augusto Salazar - "El Zambo" González - Víctor Yáñez - León "El Mudo" - Rosa María Lombardi - Prostituta - María Cecilia Noel - Prostituta - Patricia Córdova - Prostituta |